# Walters Art Museum

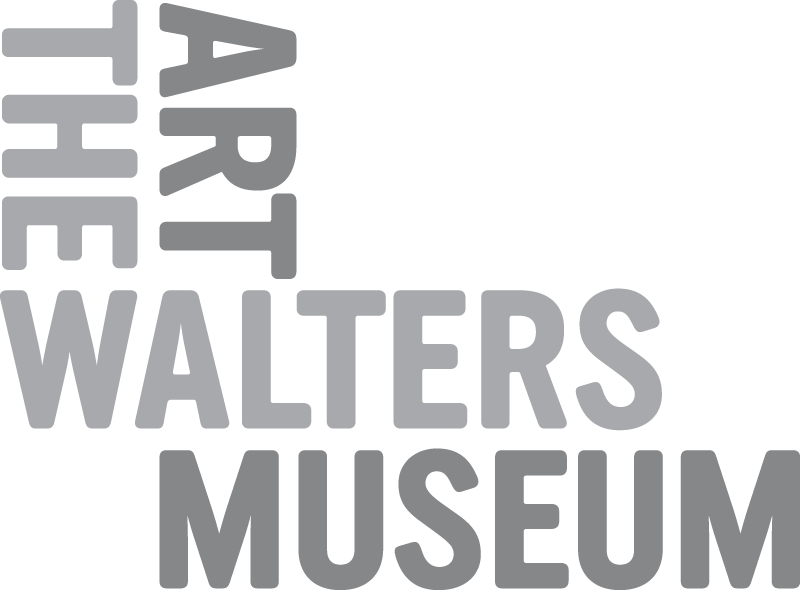
Logotipo del museo.

El Museo Walters de Arte (en inglés, The Walters Art Museum) es un museo estadounidense de arte previo al siglo XX, de origen privado, ubicado en Baltimore, Maryland. Es el principal atractivo cultural y turístico de dicha ciudad, junto con el llamado Museo de Arte de Baltimore, que se centra en arte posterior.
El Museo Walters debe su origen (y su nombre) a William Walters y su hijo Henry, quienes legaron su colección privada a la ciudad. Alberga un amplio panorama artístico, desde el Periodo predinástico de Egipto hasta la Europa de principios del siglo XX.

## Historia

### Fundación
El Museo Walters nació del interés artístico y filantrópico de dos hombres: William Thompson Walters y su hijo Henry. A lo largo de medio siglo, entre 1860 y 1910, los Walters reunieron un variado repertorio de arte de todo el mundo: pinturas y objetos decorativos europeos, arqueología griega y romana, cerámicas orientales, etc. Padre e hijo reunieron casi 22.000 piezas, que cimentaron la creación de un museo que ahora ofrece un panorama de 55 siglos de arte.

### El negocio de licores de William Thompson Walters
William Thompson Walters (1819-1894), nacido en el barrio de Liverpool (Pensilvania), se mudó a Baltimore en 1841. Tras dar sus primeros pasos en el comercio de cereales, Walters fundó en 1852 un negocio de licores que se convirtió en una de las mayores firmas del sector. En 1858 se instaló en una mansión en el distrito residencial de Mount Vernon Place. En esos años, William Walters empezó a interesarse por el arte, en un principio apoyando a artistas locales.
Al contrario que muchos coleccionistas de su época, que reunían arte de viejos maestros según un gusto más conservador, el Sr. Walters no dudó en coleccionar ante europeo reciente, como Duelo tras la mascarada de Jean-Léon Gérôme, un artista académico que despuntaba en París.

### Exilio a Francia
La Guerra de Secesión dio un vuelco a la tranquila vida de los Walters, quienes habían defendido el derecho de secesión. Al estallar el conflicto en 1861 se vieron en una peligrosa situación y optaron por huir a París. William Walters se llevó a su mujer y a sus dos hijos, uno de los cuales (Henry) proseguiría su actividad coleccionista.
Guiado por otro exiliado de su ciudad, el matrimonio Walters visitó los principales museos de París así como talleres de artistas. Aunque su presupuesto era limitado, encargaron obras al igual que habían hecho en Baltimore y Nueva York. Entre los artistas elegidos, se cuentan Honoré Daumier, Antoine-Louis Barye y Léon Bonnat, quien retrató al Sr. Walters.

### El regreso a Estados Unidos
Cuando la guerra terminó en Estados Unidos y los Walters volvieron a Baltimore, optaron por dejar el negocio de licores e invertir en bancos y ferrocarriles. Siguieron ampliando su colección, volcándose en arte reciente europeo y arte asiático. Compraban en subastas en Nueva York, y para operaciones en el extranjero recurrían a la firma Lucas de París. Se interesaron especialmente por pintura francesa de paisajes y temas históricos. El hijo de William Walters, Henry, fue asumiendo responsabilidades en esta tarea, y en 1889 sustituyó a su padre en una visita a exposiciones parisinas.

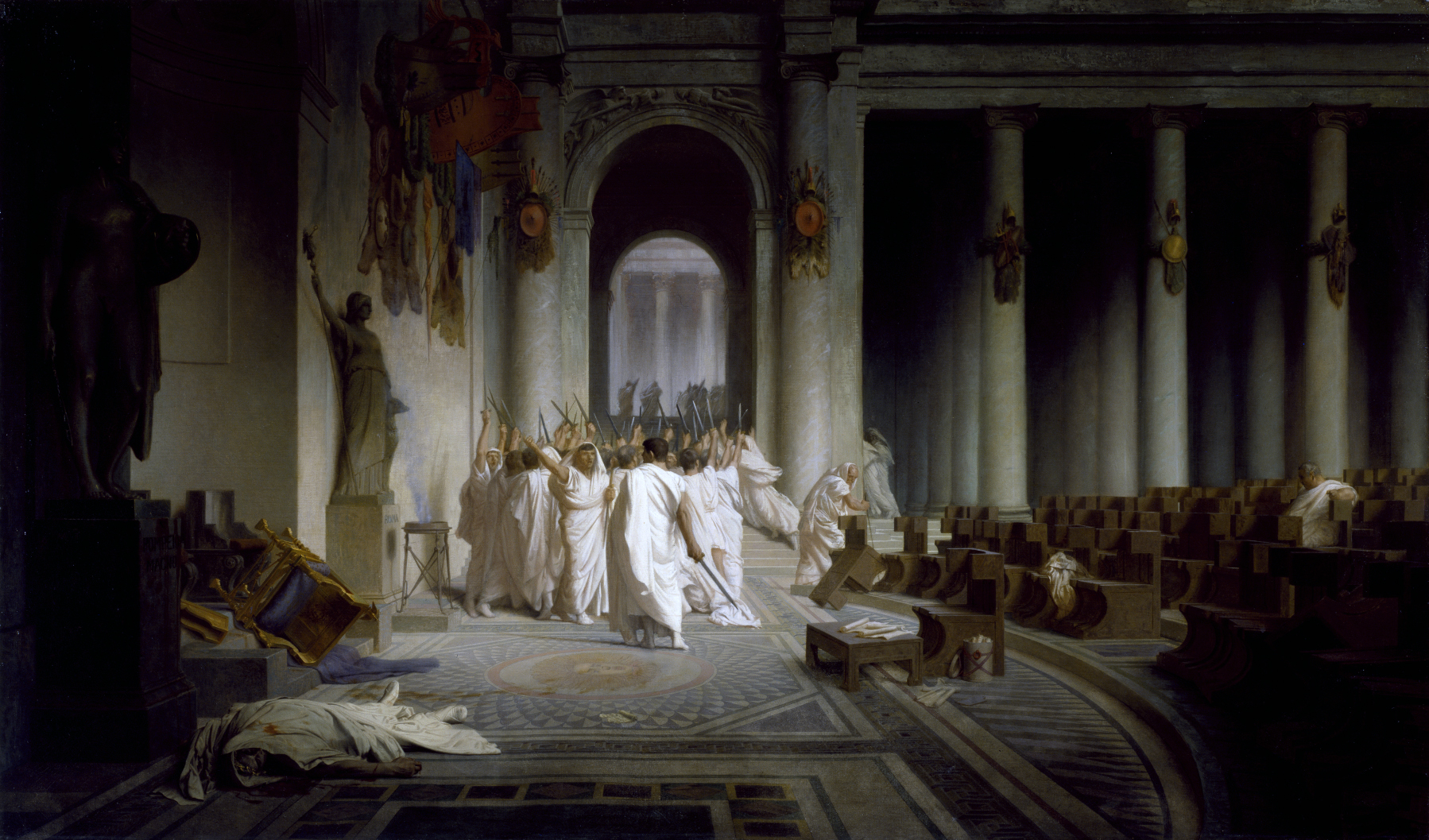
La muerte de Julio César, cuadro de Jean-Léon Gérôme, uno de los artistas favorecidos por los Walters.

### Obras altruistas
El afán altruista de los Walters empezó a manifestarse públicamente en 1874, cuando empezaron a abrir su residencia de Mount Vernon a los visitantes. Cada primavera, con contadas excepciones, mantuvieron esta iniciativa, cobrando una entrada de 50 centavos y entregando las recaudaciones a obras de caridad. En una década, cuando la colección ya no cabía en la casa, adquirieron una propiedad anexa y construyeron una galería.

### Herencia a su hijo Henry
Al fallecer William Walters en 1894, la colección pasó a su hijo Henry, quien llevaba años trabajando como «general manager» de la compañía ferroviaria familiar. Fue elegido presidente de la Atlantic Coast Line Company y trasladó la sede principal de la empresa a Nueva York, donde residió de manera habitual salvo viajes cortos a Baltimore. Era un sagaz hombre de negocios, y el emporio creció notablemente hasta la I Guerra Mundial.

### Matrimonio de Henry Walters
Henry Walters contrajo matrimonio en 1922 con Sarah Jones, viuda de un amigo, y residieron en Manhattan, rodeados de muebles y pinturas francesas del siglo XVIII y piezas de los primitivos italianos. También coleccionaban libros y manuscritos raros.
El Museo Walters se gestó durante largo tiempo. Henry Walters barajó fundarlo desde fecha temprana, más que nada para contribuir a la educación. En 1903 compró una pintura de Ingres, y aunque no le atraía el impresionismo, sumó dos ejemplos, de Mary Cassatt (un pequeño retrato de su colega Edgar Degas) y Claude Monet. Henry Walters superaba a su padre como coleccionista, y lo demostró ya en 1900 al adquirir La Madonna de los candelabros de Rafael, que había pertenecido a los Borghese y a los Bonaparte. En ese mismo año compró varios edificios en el barrio de Mount Vernon, más en concreto en Charles Street, como emplazamiento del futuro museo.

### Compra del Palazzo Accoramboni de Roma
En 1902, Henry Walters efectuó una operación de inusitada envergadura en el coleccionismo de su país: compró por un millón de francos franceses el contenido del Palazzo Accoramboni de Roma, con obras que en algunos casos estaban mal atribuidas y que en otros, correspondían a autores que no estaban de moda, como El Greco (San Francisco recibiendo los estigmas). El lote Accoramboni incluía siete sarcófagos romanos de una cripta relacionada con la saga Calpurnia.

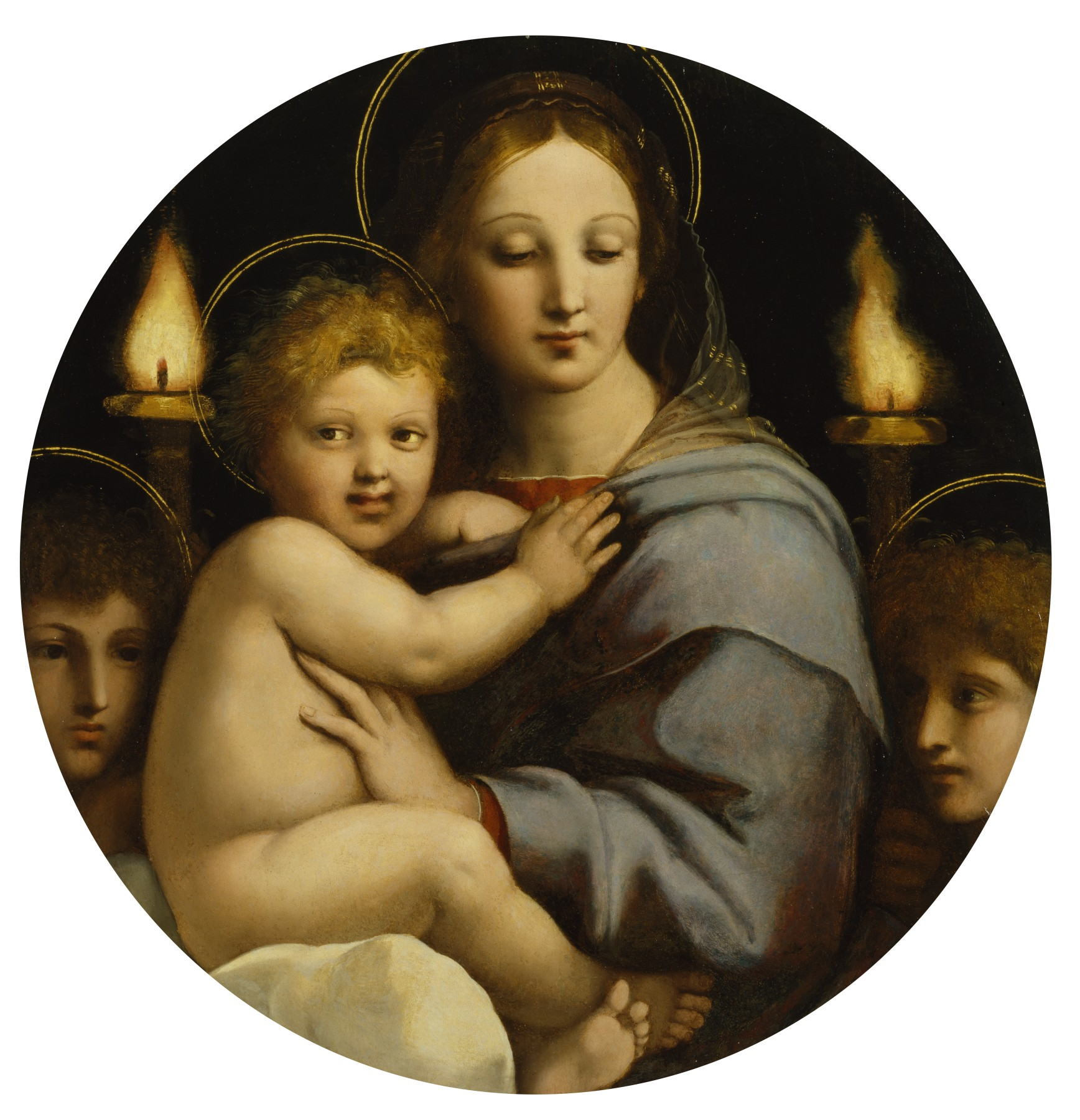
La Madonna de los candelabros, de Rafael.

### Colección de obras
Henry Walters siguió reuniendo obras: arqueología egipcia, arte islámico y objetos medievales. Entre estos últimos destacan dos cabezas de piedra de la abadía de Saint-Denis. Un Corán indio del siglo XV comprado en 1897 dio inicio a la colección de manuscritos. El destacado papel del Sr. Walters en el coleccionismo le llevó a acceder al comité ejecutivo del Museo Metropolitano de Nueva York (1903), y diez años después fue nombrado Vicepresidente Senior de la misma institución, cargo que ocupó hasta su muerte. La experiencia que fue acumulando imprimió un cambio en su colección después de la I Guerra Mundial, pues empezó a seleccionar piezas de mayor importancia, en lugar de dispersar sus recursos en muchas compras de géneros y calidades dispares.

### Apertura del museo
En 1909, Henry Walters abrió al público como museo un complejo de edificios en el barrio de Mount Vernon Place, reformados al estilo de un palazzo italiano; los mismos que había comprado nueve años antes. Al fallecer en 1931, el bloque de edificios y su contenido fueron legados a la ciudad de Baltimore «para el beneficio del público».
Para poner en marcha el museo, el alcalde de Baltimore reunió a un comité de expertos que procedió a catalogar la colección e intentar acomodarla en los espacios disponibles, tarea muy difícil. En 1941, la viuda de Henry Walters subastó algunas piezas de su domicilio particular y el museo compró once de ellas; destaca un jarrón de ágata, el Vaso de Rubens, que los cruzados se llevaron de Constantinopla en 1204 y que luego perteneció a dicho pintor.
El Museo Walters atravesaba problemas de espacio, y requería una ampliación, pero varias intentonas para reunir dinero fracasaron. Finalmente, gracias a una etapa de bonanza en las arcas municipales, y a diversas ayudas, se pudo añadir una nueva ala al museo en 1974. El nuevo edificio aportaba salas reducidas, más apropiadas para exhibir los objetos más pequeños. Exteriormente, prolongaba la estética del bloque antiguo mediante el uso de hormigón rugoso. Las limitaciones de espacio se terminaron de solventar en 1984, gracias a la donación de una vivienda anexa al museo, la Casa Hackerman, donde se acomodaron piezas asiáticas. 
En 1998-2001, la ampliación de los años 70 fue remozada, lo que dio como resultado 39 salas renovadas, más espacios para acogida del público y una llamativa fachada orientada a la calle, con recubrimiento de vidrio.

## Colecciones
El Museo Walters cuenta con un fondo de más de 28.000 piezas: máscaras de momias egipcias, armaduras medievales, pinturas impresionistas, art decó... Se exhiben en salas ambientadas en las respectivas épocas, lo que contribuye a un disfrute del público más personal y gratificante.

### Colecciones de la Edad Antigua
Las colecciones de arte de la Edad Antigua son una de las secciones más distintivas del museo, y se cuentan entre las más amplias e importantes de su género en los museos estadounidenses. Se remontan al Egipto de la Prehistoria y de la dominación romana, y entre sus piezas se cuentan dos estatuas de una tonelada que representan a la diosa Sekhmet con cabeza de leona. Destacan también una momia conservada con sus vendajes, imágenes de reyes, la estatuilla de Padiiset y joyas.

### Colección de Oriente Medio
La colección de Oriente Medio representa el arte de Mesopotamia, Persia, Siria y Anatolia. Cubre 2.500 años, desde el 3.000 antes de Cristo. Destacan los relieves de alabastro del palacio de Asurbanipal.

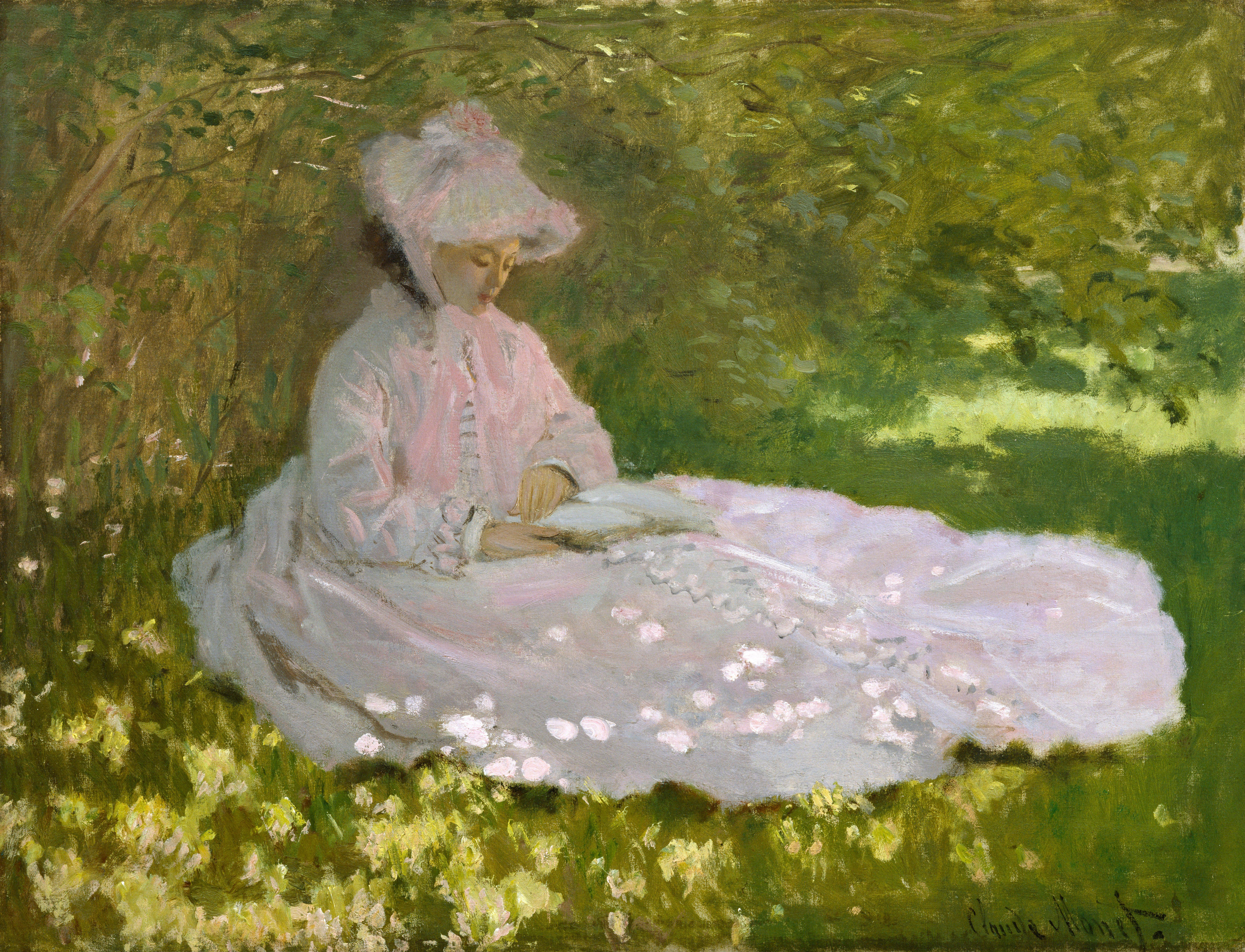
Día de primavera: retrato de Camille, de Claude Monet.

### Colecciones de la Grecia Antigua y romana
La colección de la Grecia antigua arranca en la cultura de las Cícladas y llega hasta la época helenística, en el siglo I después de Cristo. Incluye estatuas de mármol, camafeos y los extraordinarios brazaletes de Olbia, con gemas multicolores.
Dentro de la colección romana, destacan los siete sarcófagos de la cripta de las familias patricias Licinia y Calpurnia. Esculpidos con intrincadas escenas mitológicas, se cuentan entre los mejores conservados en todo el mundo. Hay además bronces etruscos y bustos romanos, incluyendo dos muy expresivos de los emperadores Augusto y Marco Aurelio.

### Colección medieval
La colección medieval cubre un periodo muy amplio, entre la caída del Imperio romano y el Renacimiento. Incluye iconos, relieves en marfil, vidrios pintados y el llamado Vaso de Rubens, realizado en una sola pieza de ágata, seguramente en un taller al servicio del emperador de Bizancio. Está decorado con hojas de vid en relieve.

### Colecciones de los siglos XV al XVIII
Las colecciones del Renacimiento y el barroco no se limitan a la pintura, e incluyen esculturas, muebles, orfebrería en oro y plata, cerámicas, joyas y armas. Entre los objetos decorativos, se pueden citar un plato de mayólica italiano del siglo XVI, cuyo motivo está copiado de un grabado de Giovanni Antonio da Brescia , y una porcelana de tipo popurrí de Sèvres en forma de barco. 
Con todo, los cuadros son el apartado más conocido. La colección de los siglos XV al XVIII destaca con San Juan Bautista y donante, de Hugo van der Goes, La Madonna de los candelabros de Rafael y taller, Retrato de María Salviati y su hija Giulia de Pontormo, Paisaje con el rapto de Elena de Martin van Heemskerck, Retrato de Livia da Porto y su hija de Veronés (cuya pareja, el retrato del marido, se conserva en el Palacio Pitti de Florencia), San Francisco recibiendo los estigmas de El Greco, Retrato de Fra Lorenzo da Bergamo de Lorenzo Lotto, un bronce de Bernini (Cristo resucitado), El sacrificio de Políxena en la tumba de Aquiles de Giambattista Pittoni, y Escipión liberando a Massiva, de Giambattista Tiepolo.
Entre otros artistas representados, se puede mencionar a Giovanni di Paolo, Perugino, Giulio Romano, Giorgio Vasari, Sofonisba Anguissola (Retrato del niño Maximiliano Stampa, 1557), Lavinia Fontana (Supuesto retrato del médico Girolamo Mercuriale), Jan van Dornicke, Bernardo Strozzi (Adoración de los pastores), Cornelis van Poelenburgh, Pietro Paolini (Alegoría de los cinco sentidos), Guido Reni (La Magdalena penitente), Elisabetta Sirani (Judit cortando la cabeza a Holofernes), Alessandro Turchi (Santa Ágata visitada en prisión), Philippe de Champaigne, Peter Lely, Gerard Terborch, Pietro Longhi, Jean-Marc Nattier  y Pompeo Batoni.

### Siglo XIX
La sección del siglo XIX es especialmente rica, sobre todo en pintura francesa, desde los románticos hasta el impresionismo. La arropan porcelanas y demás artículos de lujo, como joyas de Fabergé (incluyendo dos de sus míticos huevos de Pascua), René Lalique y Tiffany.
Entre los pintores representados, destacan Ingres (Odalisca y esclava tocando música), Delacroix (Tempestad en el mar de Galilea, Marfisa), Géricault (Carrera de caballos en Roma), Charles-François Daubigny, Jean-Léon Gérôme, Antonio Rotta (la famosa pintura de género Un caso desesperado, 1871), Jean-François Millet (El saco de patatas, Rebaño a la luz de la luna), Puvis de Chavannes, Henri Rousseau, Édouard Manet, Claude Monet (Día de primavera: retrato de Camille, Molinos cerca de Zaandam), Camille Pissarro, Alfred Sisley, Eugène Boudin y Léon Bonnat (Retrato de William Thompson Walters). El catalán Mariano Fortuny se halla representado con al menos cuatro obras; a destacar las pinturas Fantasía árabe (segunda versión del cuadro de Juan Abelló) y El encantador de serpientes (1869), y la acuarela Café de las golondrinas (1868). No es el único pintor español del siglo XIX en este museo; hay también ejemplos de Eduardo Zamacois y José Villegas Cordero (Tienda de babuchas en Marruecos, 1872).

## Galería de obras

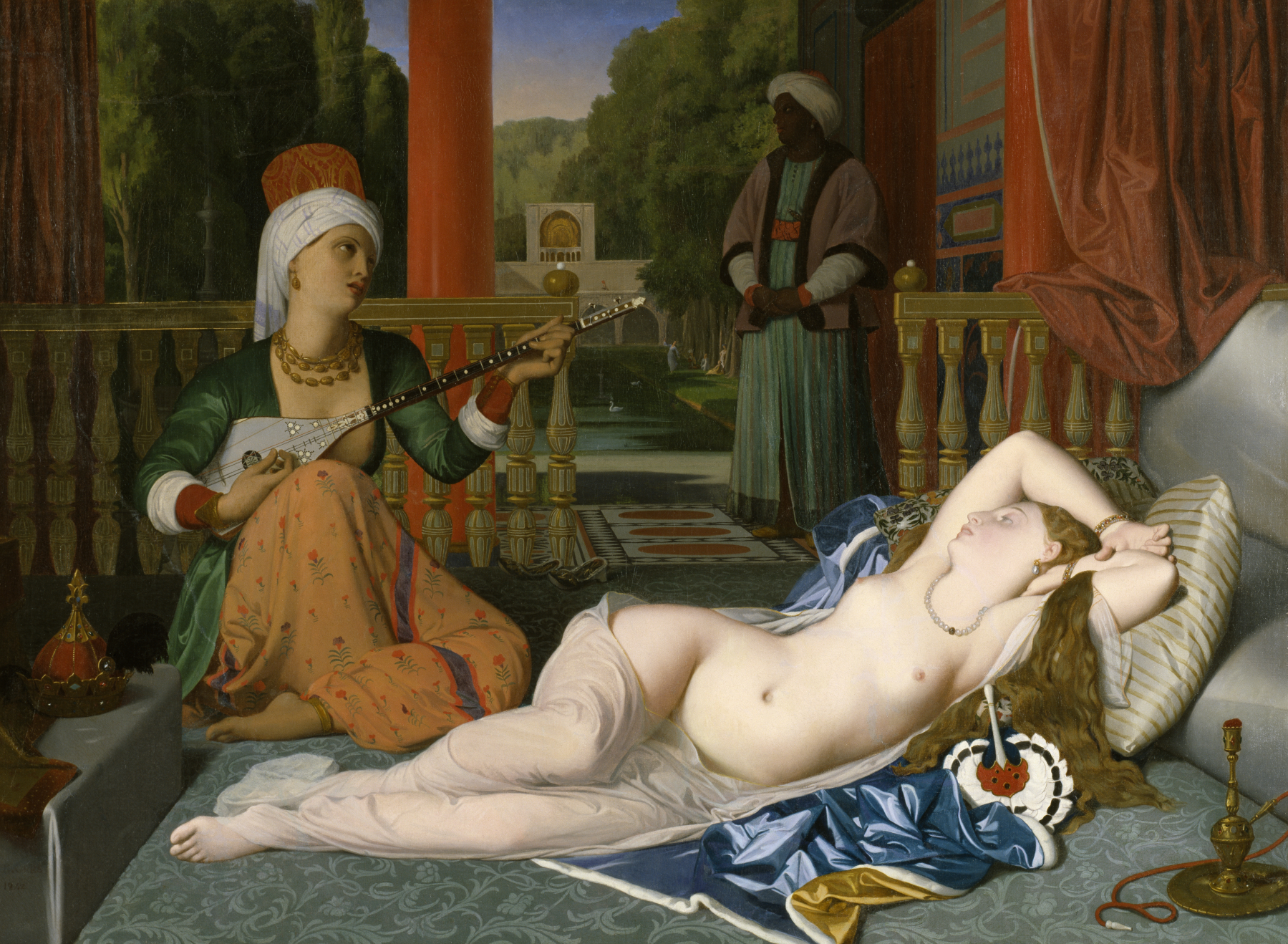
Odalisca y esclava tocando música, de Ingres
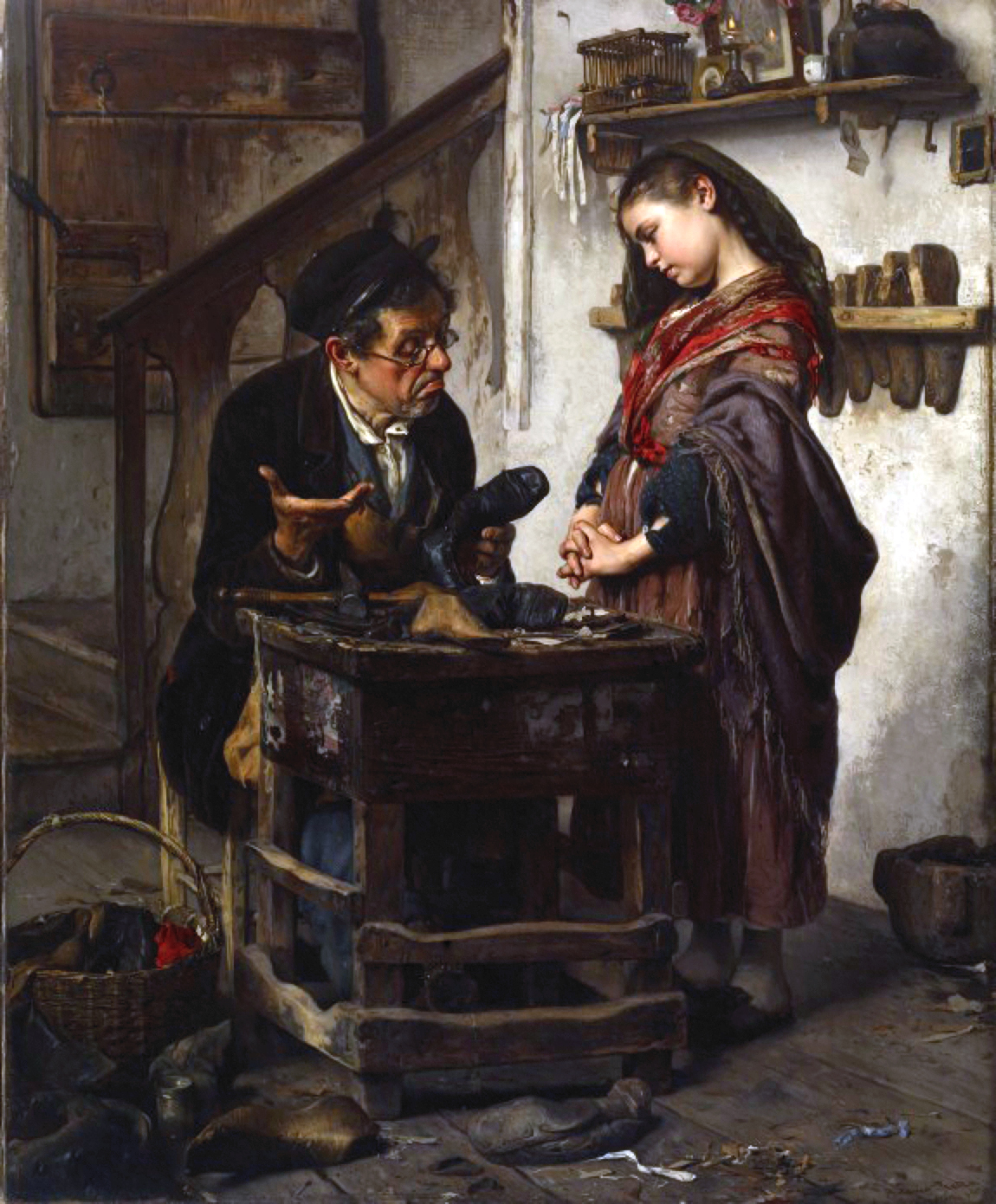
Antonio Rotta, Un caso desesperado
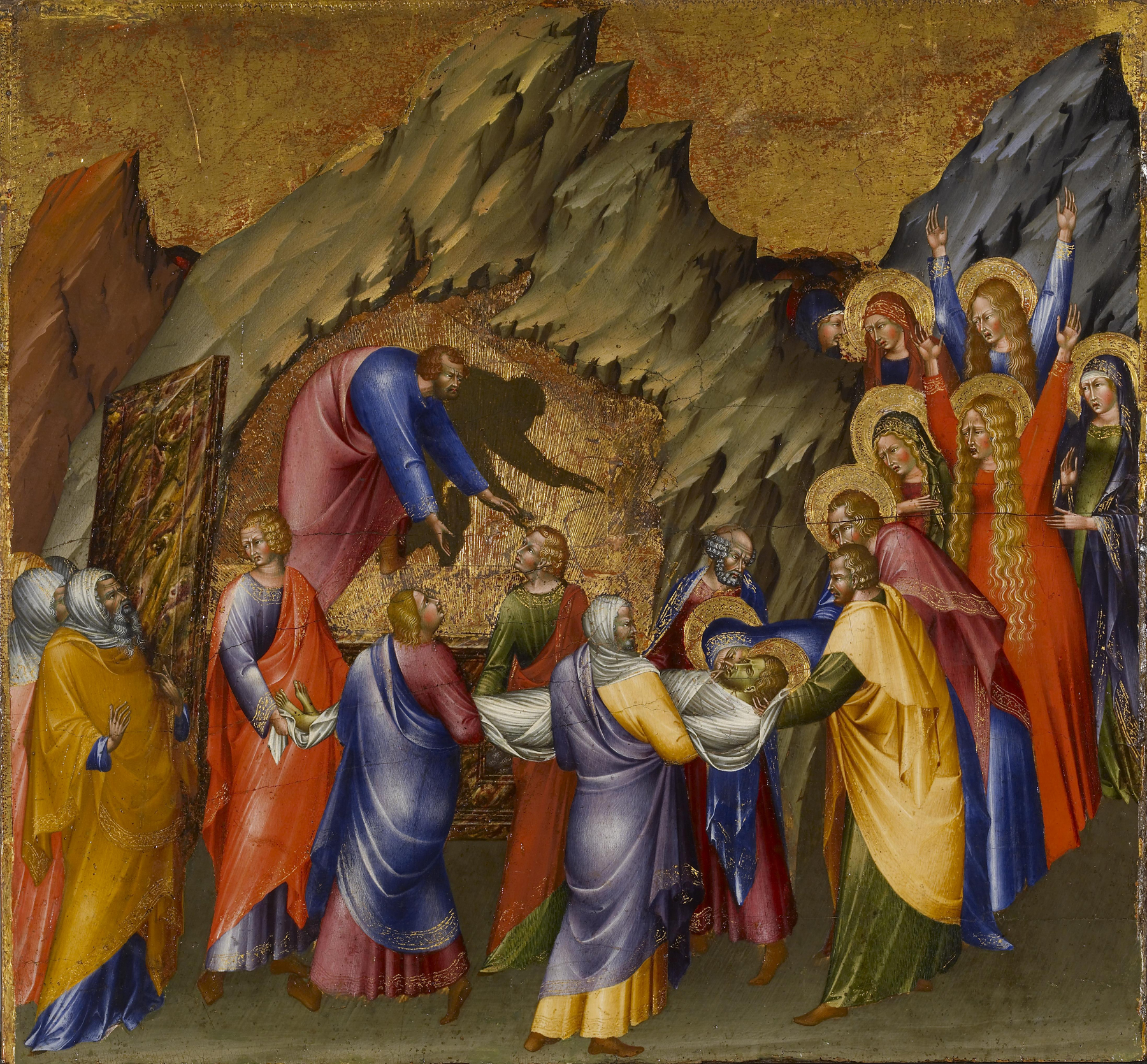
Giovanni di Paolo, El entierro de Cristo
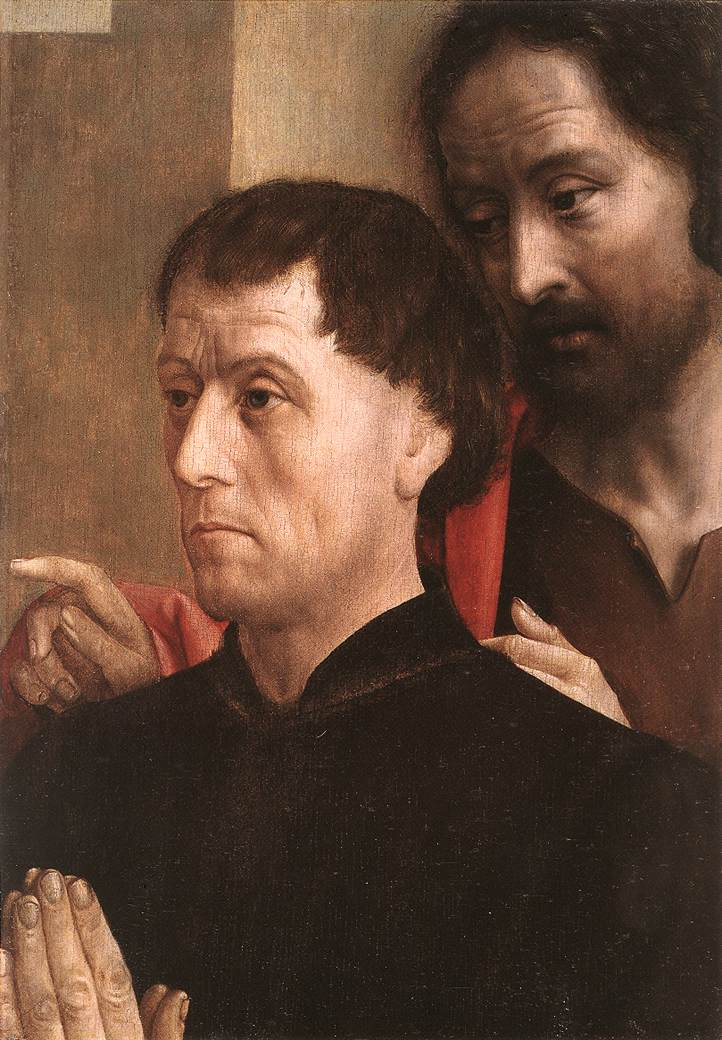
Hugo van der Goes, San Juan Bautista con donante
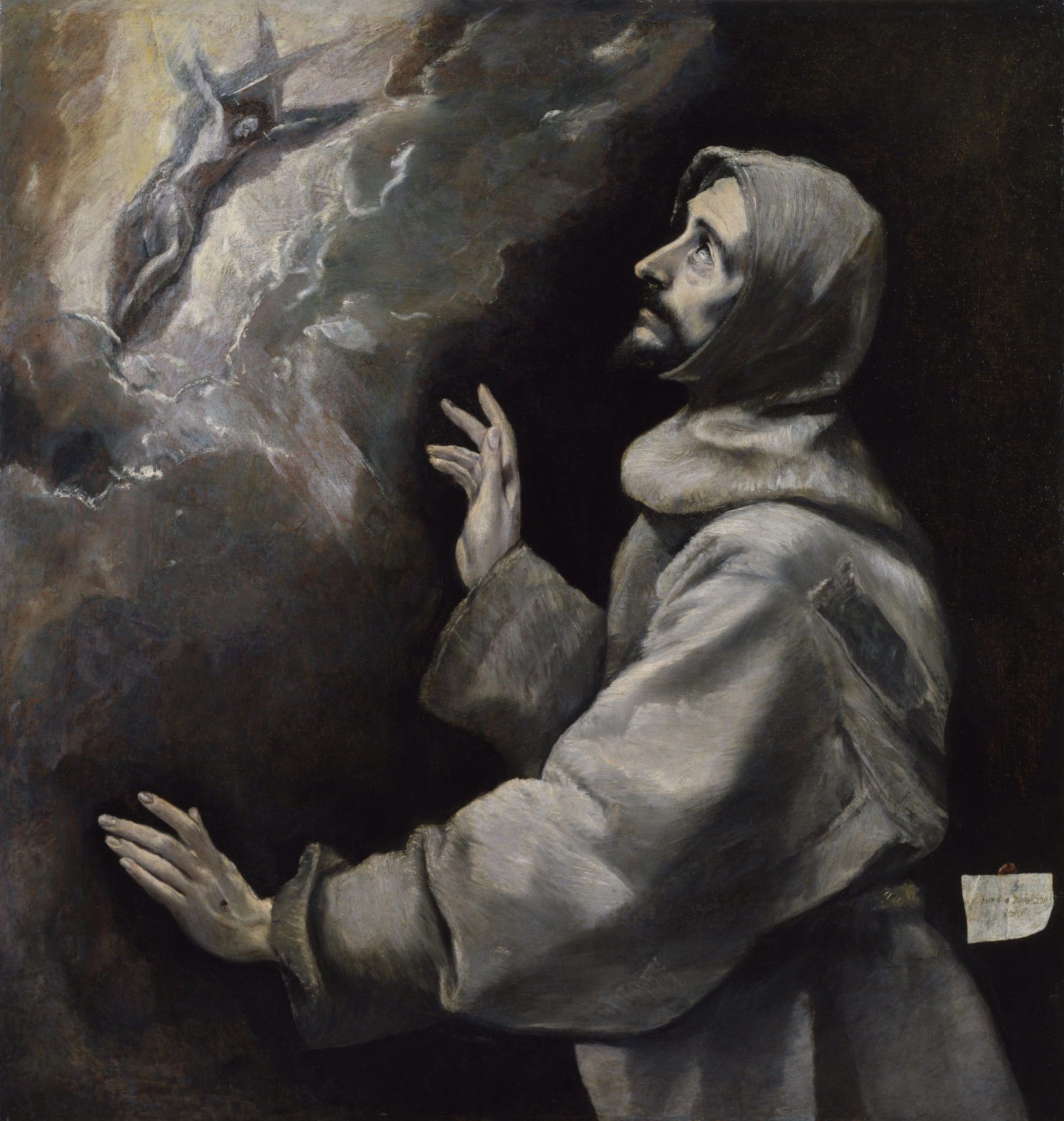
El Greco, San Francisco recibiendo los estigmas
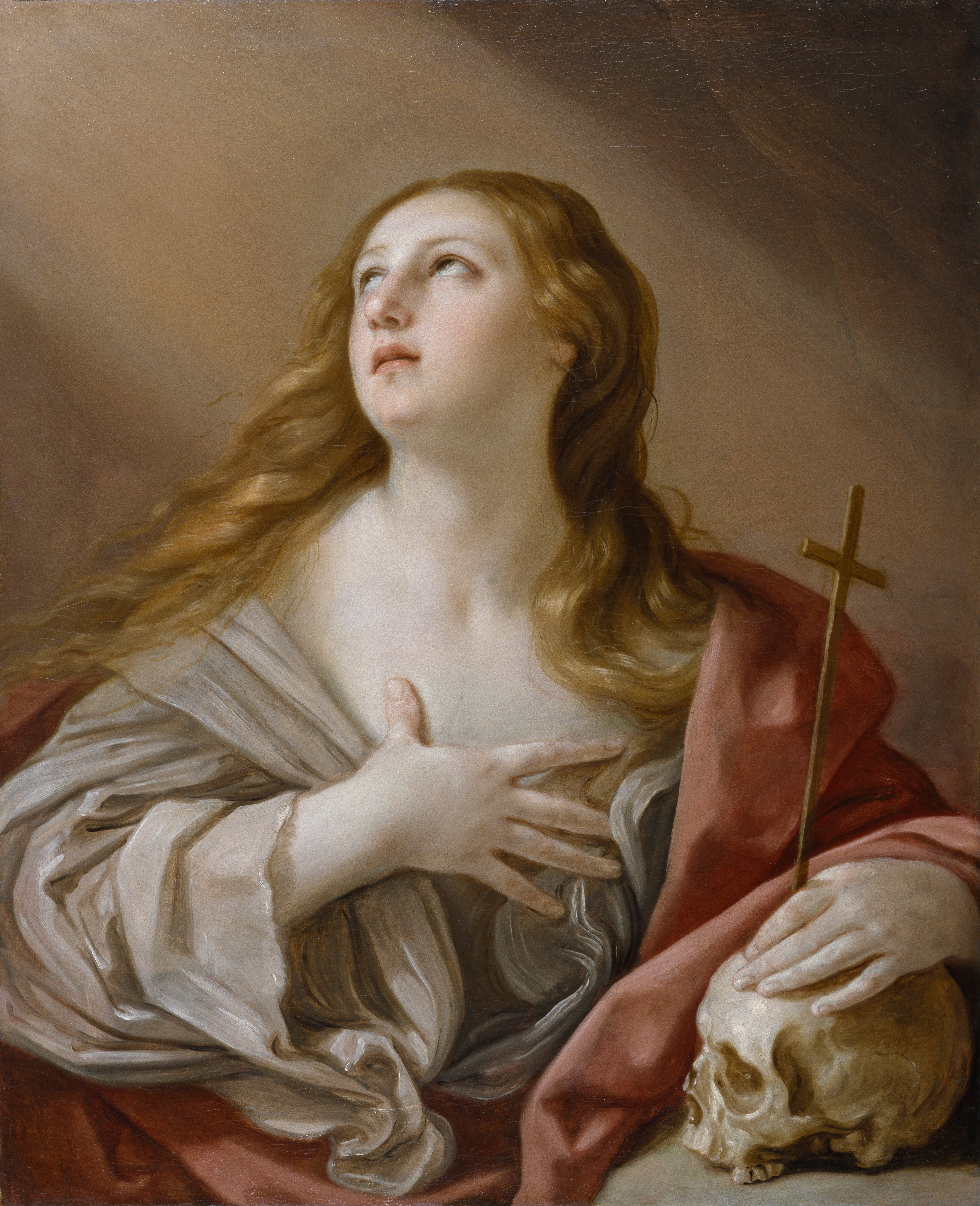
Guido Reni, La Magdalena penitente
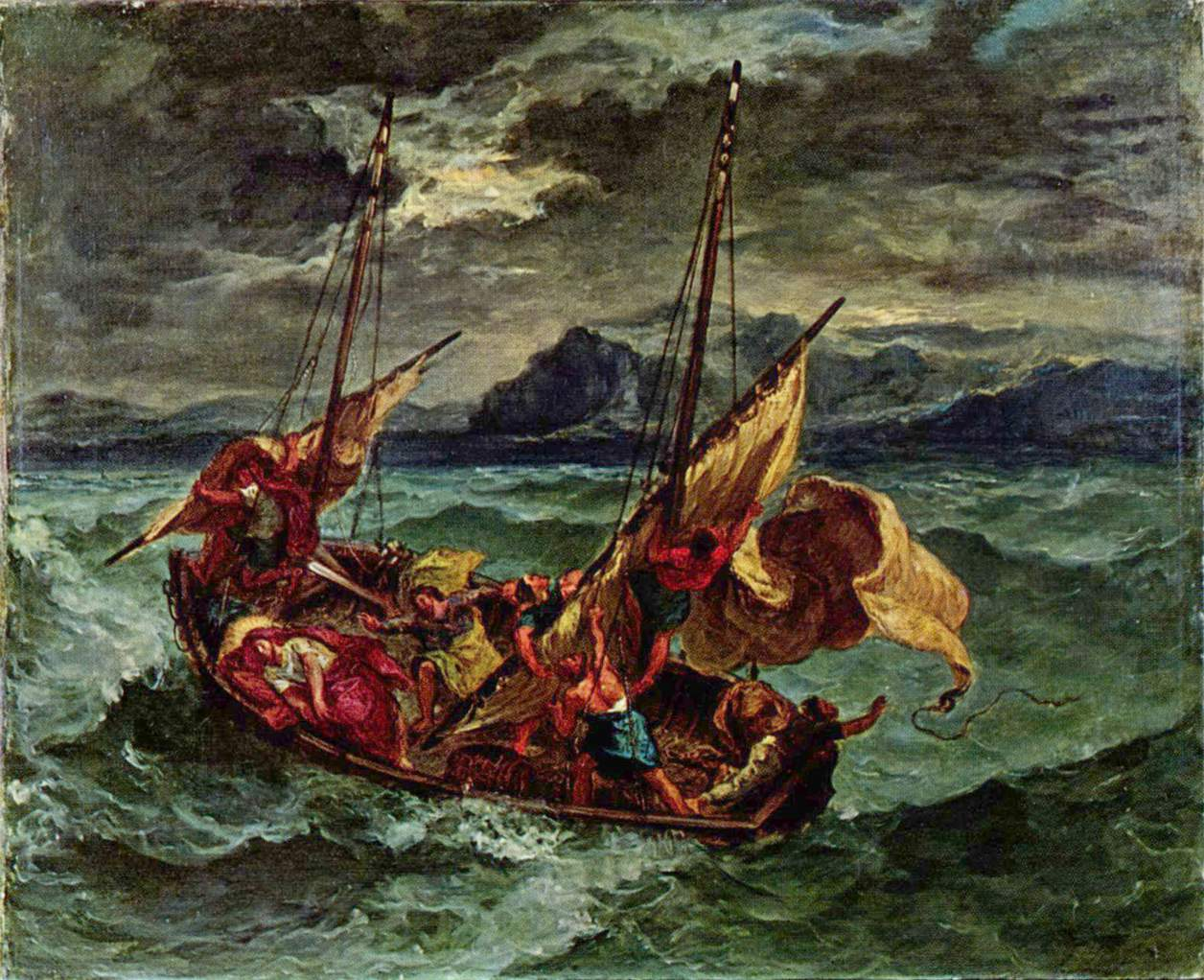
Delacroix, Tempestad en el mar de Galilea
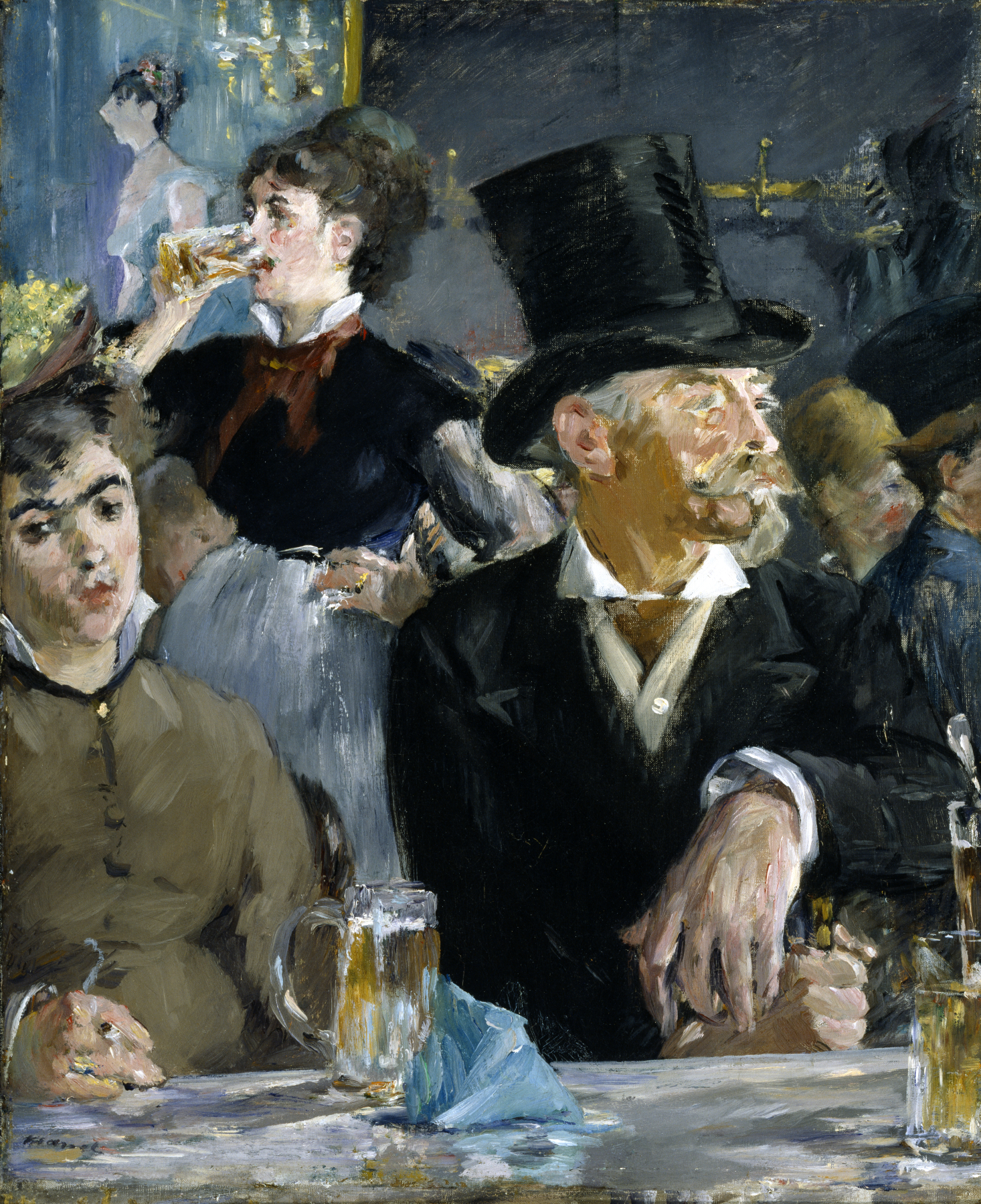
Manet, En el café-concert, 1878
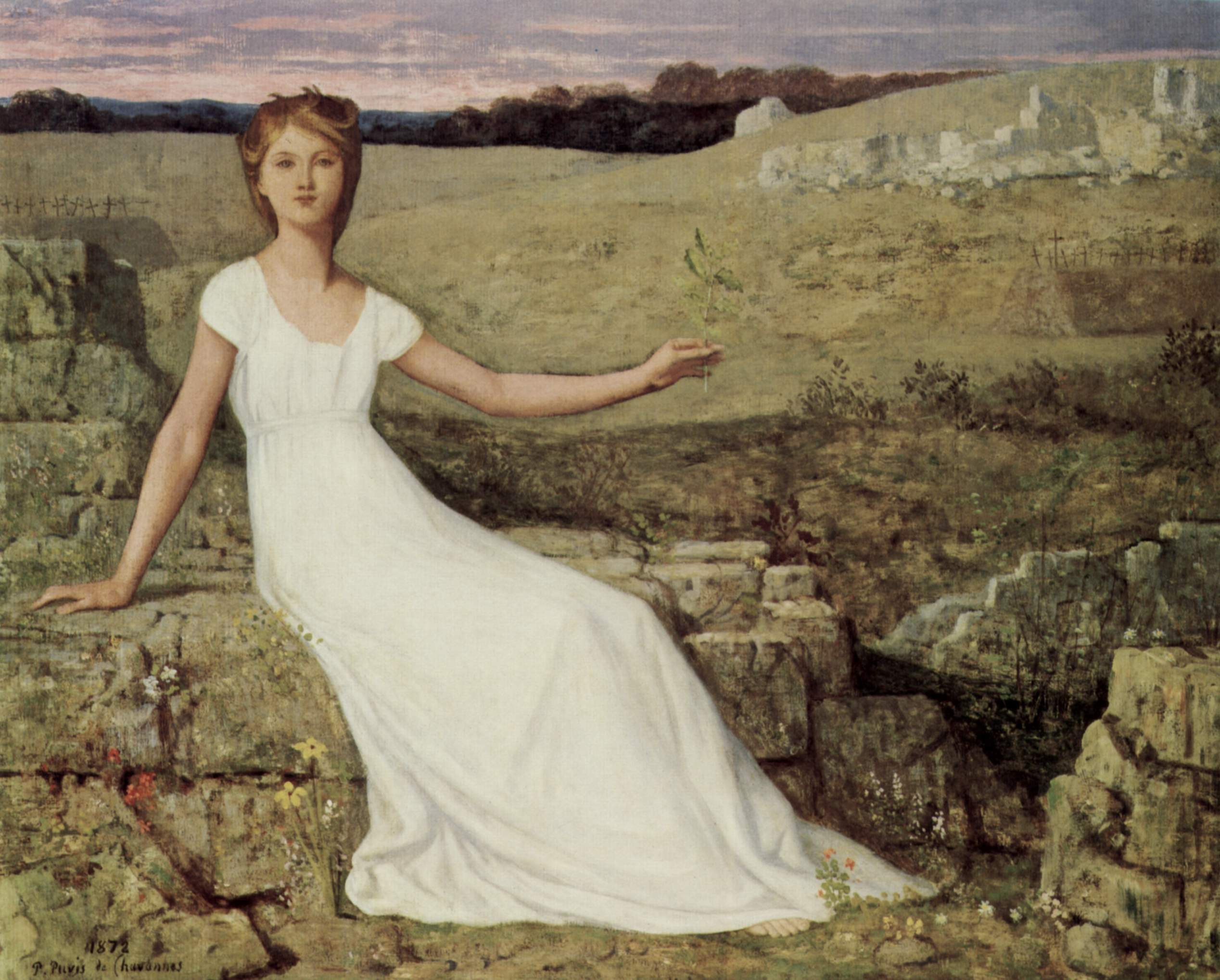
Puvis de Chavannes, La esperanza